# Bisdom Ivrea
Het bisdom Ivrea (Latijn: Dioecesis Eporediensis; Italiaans: Diocesi di Ivrea) is een in Italië gelegen rooms-katholiek bisdom met zetel in de stad Ivrea in de provincie Turijn. Het bisdom behoort tot de kerkprovincie Turijn, en is, samen met de bisdommen Acqui, Alba, Aosta, Asti, Cuneo, Fossano, Mondovì, Pinerolo, Saluzzo en Susa suffragaan aan het aartsbisdom Turijn.

## Geschiedenis
Het bisdom Ivrea werd opgericht in de 5e eeuw. In 451 werd het suffragaan aan het aartsbisdom Milaan. Op 21 mei 1515 werd het suffragaan aan Turijn.

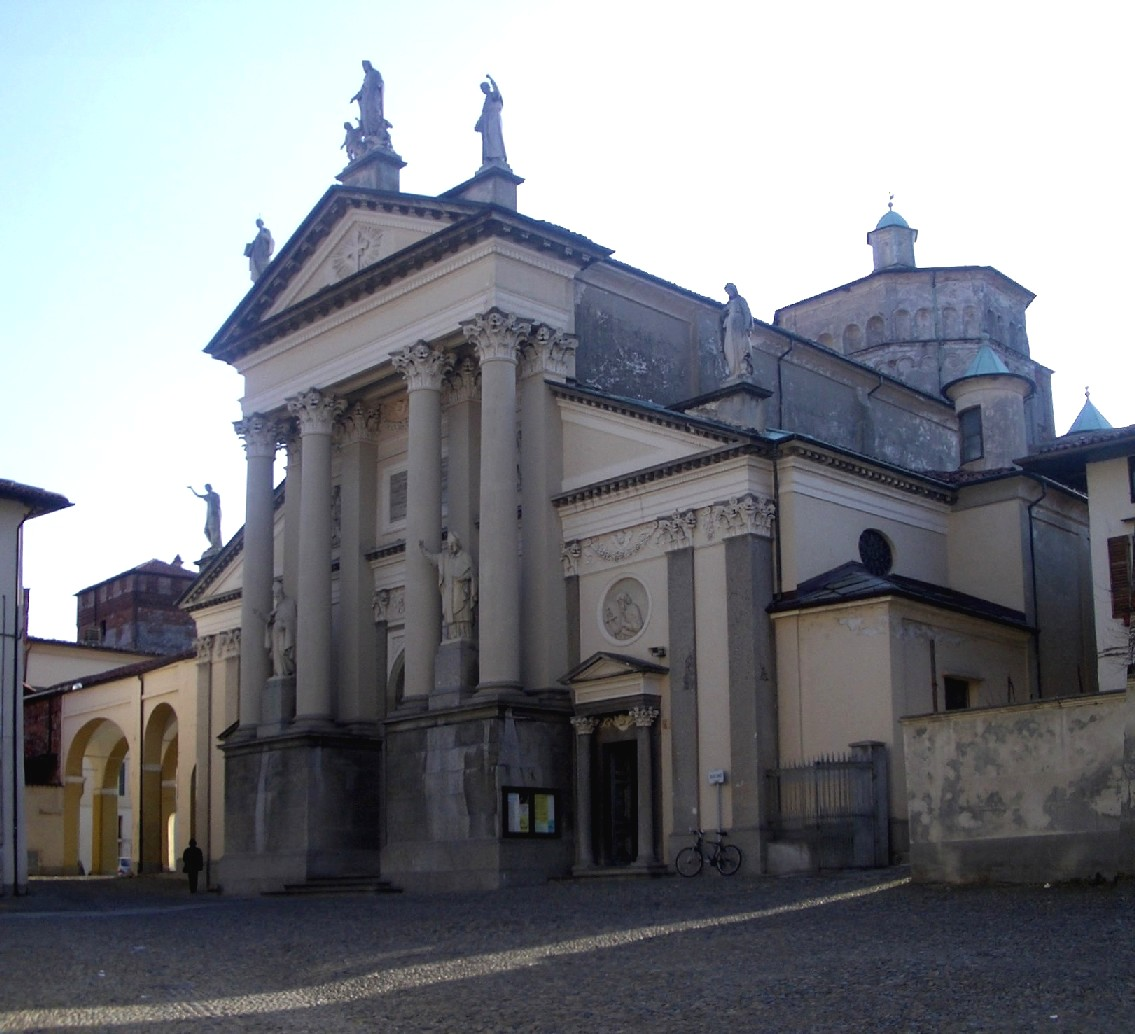
Kathedraal van Ivrea
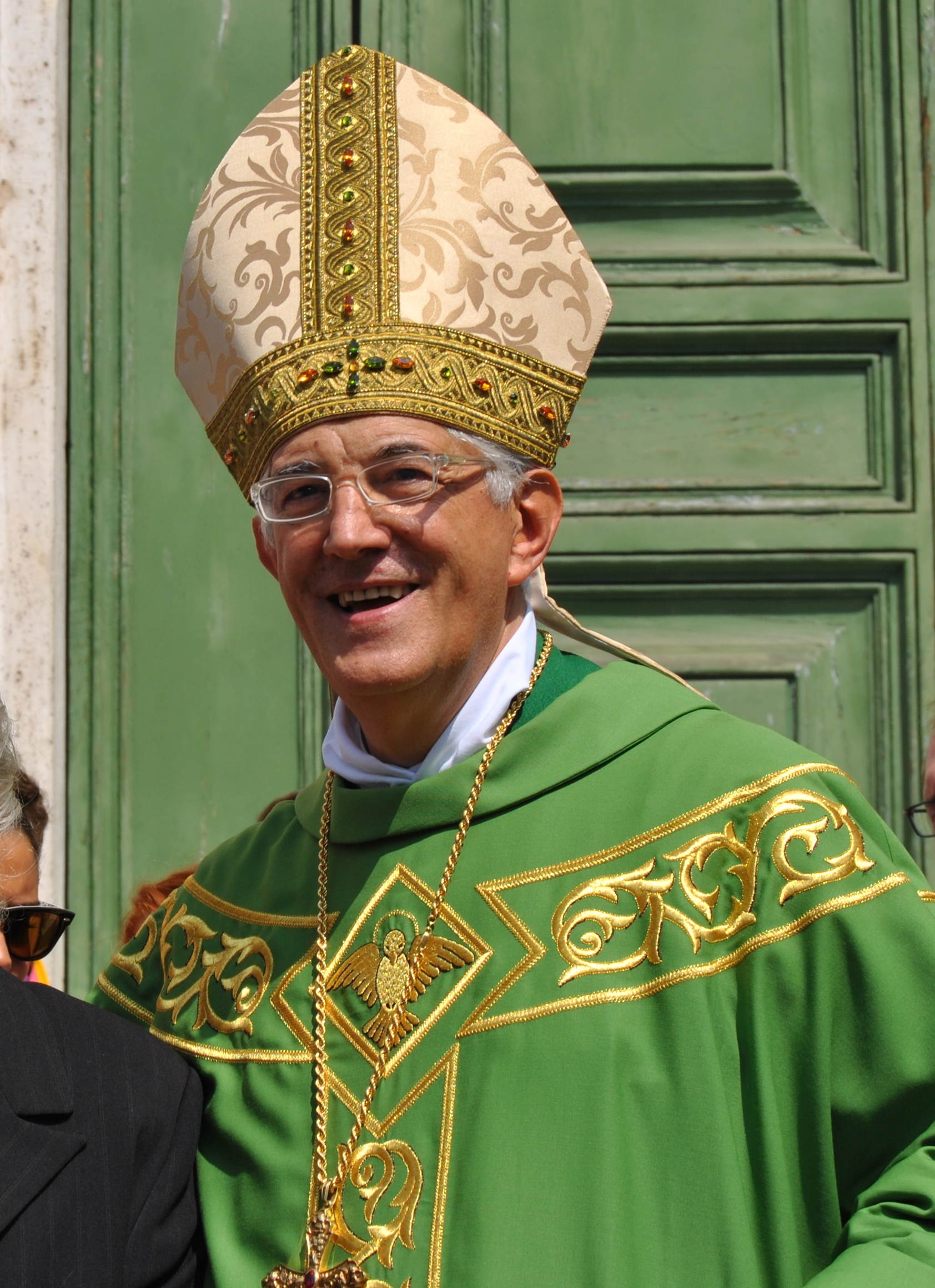
Bisschop Edoardo Cerrato